# HEXEL Works
HEXEL Worksは、東京都港区に本社を置く電気設備工事会社である。

## 概要
1949年（昭和24年）5月創業、資本金1.1億円、従業員数897名（2023年12月31日現在）。特に住宅の電気工事に強みをもち、売上高の約50%をマンション関連工事が占める。近年は工場や軍事施設分野の拡充を図っている。

### 社名
旧社名の六興は、創業者である長江健太郎が6名で会社を興したことに由来する。
2019年10月より株式会社HEXEL Worksに社名変更した。

### 拠点

#### 主な国内拠点
- 東京第一支店（東京都港区）
- 東京第二支店（東京都港区）
- 東京第三支店（東京都港区）
- 茨城支店（茨城県土浦市）
- 北関東支店（埼玉県さいたま市）
- 横浜支店（神奈川県横浜市）
- 北海道支店（北海道札幌市）
- 東北支店（宮城県仙台市）
- 新潟支店（新潟県新潟市）
- 静岡支店（静岡県静岡市）
- 名古屋支店（愛知県名古屋市）
- 大阪支店（大阪府大阪市）
- 神戸支店（兵庫県神戸市）
- エネルギープラント支店（兵庫県神戸市）
- 瀬戸内支店（広島県広島市）
- 九州支店（福岡県福岡市）

#### 海外拠点
- グアム支店（グアム アメリカ）

## 沿革
- 1949年（昭和24年） 長江健太郎ほか5名にて、東京都千代田区神田にて創業
- 1950年（昭和25年） 会社設立 塚本深蔵が取締役社長に就任
- 1963年（昭和38年） 設備工事業に参入
- 1966年（昭和41年） 港区芝の専売ビルへ本社を移転
- 1982年（昭和57年） プラント工事事業に参入
- 1984年（昭和59年） 原子力工事事業に参入
- 1988年（昭和63年） 代表取締役社長に山路政和が就任
- 1998年（平成10年） 積算システム「スペクトラム」発売
- 2000年（平成12年） 長江洋一が取締役社長に就任
- 2003年（平成15年） 委員会設置会社（現指名委員会等設置会社）へ移行、社外取締役招聘
- 2009年（平成21年） 創業60年を迎える
- 2010年（平成22年） 港区芝大門の芝NBFタワーへ本社・東京本店・東京第三支店を移転／六興テクノサービス（株）を設立
- 2011年（平成23年） グアム支店を設立
- 2015年（平成27年） HEXEL TECH ENGINEERING Corp.を設立
- 2019年（令和元年） 株式会社HEXEL Worksに商号を変更
- 2022年（令和4年 ） オリックス株式会社が出資
- 2024年（令和6年 ） 坂本孝行が代表取締役社長執行役員に就任